# Stazione di Quartesana
La stazione di Quartesana è una stazione ferroviaria di superficie della ferrovia Ferrara-Codigoro. Situata nel territorio del comune di Ferrara, serve la frazione di Quartesana e le zone rurali circostanti.
È gestita da Ferrovie Emilia Romagna (FER).

## Storia
La stazione entrò in servizio all'apertura della linea ferroviaria, il 10 gennaio 1932.
Il 15 maggio 1941 assunse temporaneamente la denominazione di Quartesana Balbo.

## Strutture e impianti

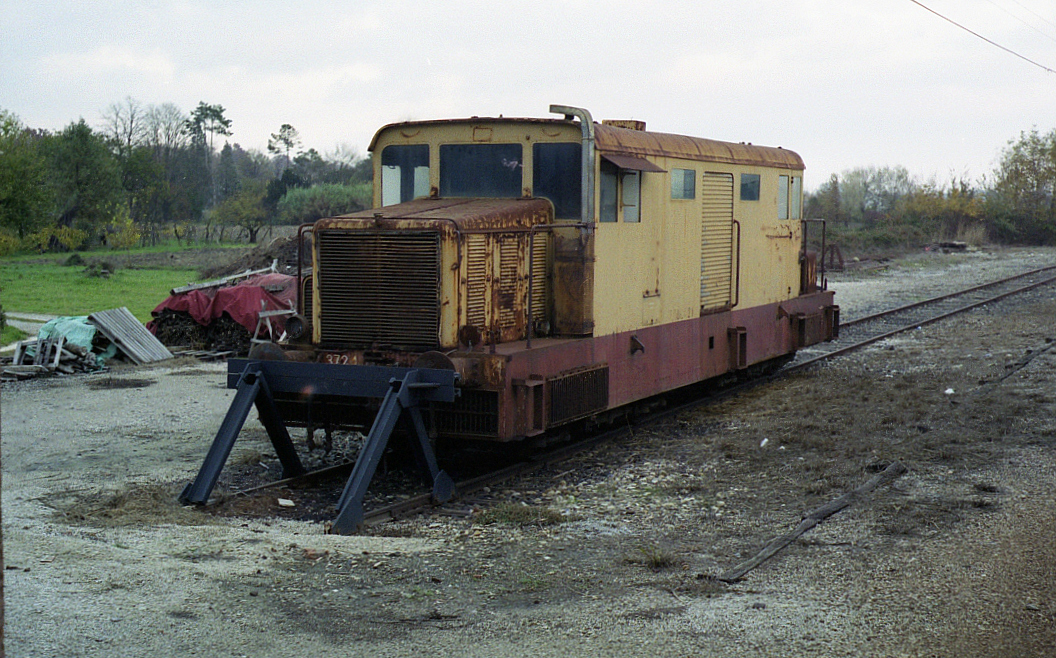
Locomotiva Ln.372.1 delle Ferrovie Padane accantonata a Quartesana nel 2003.

La struttura è costituita da un unico fabbricato viaggiatori. Il piazzale del ferro è dotato di 2 binari. È inoltre presente uno scalo merci servito da un unico binario tronco.

## Movimento
La stazione è servita dai treni regionali svolti dalla società di trasporti Trenitalia Tper nell'ambito del contratto di servizio stipulato con la Regione Emilia-Romagna.
A novembre 2019, la stazione risultava frequentata da un traffico giornaliero medio di circa 30 persone (14 saliti + 16 discesi).